# Софија Матсон
Софија Матсон (Јеливаре, 11. новембар 1989) је шведска рвачица. На Олимпијским играма у Рио де Жанеиру освојила је бронзану медаљу у категорији до 53kg. На Олимпијским играма у Пекингу заузела је дванаесто место, а у Лондону седмо. На Светском првенству 2009. освојила је златну медаљу, 2010. је била бронзана, а сребро има из 2011, 2014. и 2015. На Европским првенствима злато је освојила 2010, 2013, 2014. и 2016, сребро 2008. и 2010, а бронзу 2007. Злато има и са првих Европских игара одржаних у Бакуу 2015.